# Tom Petty and the Heartbreakers (album)
| Recensione              | Giudizio            |
| ----------------------- | ------------------- |
| AllMusic                | [ 1 ]               |
| Robert Christgau        | B+                  |
| Sputnikmusic            | 3.9 (Excellent)     |
| Piero Scaruffi          | [ 4 ]               |
| Ondarock                | (Disco consigliato) |
| Dizionario del Pop-Rock | [ 6 ]               |
| 24.000 dischi           | [ 7 ]               |

Tom Petty and the Heartbreakers è il primo album della band omonima, uscito nel novembre del 1976.
Dopo che la pubblicazione dell'album ottenne uno scarso successo negli Stati Uniti, il gruppo iniziò un tour in Inghilterra, grazie al quale l'album entrò in classifica in quel paese. Il successo oltreoceano lo aiutò e iniziò a vendere bene anche in patria.
Anything That's Rock & Roll divenne un hit nel Regno Unito, mentre Breakdown e American Girl, divennero successi radiofonici.

## Tracce
Lato A
Testi e musiche di Tom Petty, eccetto dove indicato.
1. Rockin' Around (With You) – 2:26 (Tom Petty, Mike Campbell)
2. Breakdown – 2:42
3. Hometown Blues – 2:14
4. The Wild One Forever – 3:01
5. Anything That's Rock 'n' Roll – 2:23

Lato B
Testi e musiche di Tom Petty.
1. Strangered in the Night – 3:32
2. Fooled Again (I Don't Like It) – 3:54
3. Mystery Man – 3:04
4. Luna – 3:59
5. American Girl – 3:33

## Formazione
- Tom Petty - voce, chitarra acustica, chitarra elettrica, sintetizzatore
- Mike Campbell - chitarra acustica, chitarra elettrica
- Benmont Tench - pianoforte, organo Hammond, sintetizzatore
- Ron Blair - basso, violoncello
- Stan Lynch - batteria, sintetizzatore in Luna

Altri musicisti
- Phil Seymour - voce aggiuntiva
- Donald Dunn - basso in Hometown Blues
- Jeff Jourard - chitarra in Breakdown
- Jim Gordon - batteria in Strangered in the Night
- Emory Gordy - basso in Strangered in the Night
- Randall Marsh - batteria in Hometown Blues
- Charlie Sousa - sax in Hometown Blues

Note aggiuntive
- Denny Cordell - produttore
- Registrato e mixato al The Shelter Studio di Hollywood, California
- Noah Shark - ingegnere del suono
- Max Reese - ingegnere del suono